# Guy Penders
Guy Penders (Genk, 26 oktober 1966) is een Belgische vastgoedexpert, ondernemer en investeerder. Hij is de oprichter en CEO van het vastgoedkantoor Best Luxury Properties in Dubai, Verenigde Arabische Emiraten en is vooral bekend van zijn optredens in televisieshows zoals Stille Weldoeners op VTM en The Sky is the Limit op Play4.

## Levensloop
Guy Penders groeide op in Maasmechelen, België. Vanaf jonge leeftijd was hij ondernemend. Aanvankelijk werkte hij als mecanicien en in de wasserij van zijn ouders.
Op vijftienjarige leeftijd besloot Penders, ondanks de bezwaren van zijn ouders, een leercontract aan te gaan in een BMW-garage. Voor zijn achttiende wilde hij een eigen bedrijf starten, maar volgens de Belgische wet was destijds een minimumleeftijd van 21 jaar vereist om een ondernemingsnummer aan te vragen. Met steun van zijn ouders liet hij zich ontvoogden, wat werd goedgekeurd nadat hij en zijn vader aan de rechter hadden uitgelegd dat hij zelfstandig ondernemer wilde worden.

## Verhuis naar Dubai
Na een verblijf van zes maanden in Los Angeles verhuisde Penders in 2009 samen met zijn partner Sona Em naar Dubai, Verenigde Arabische Emiraten. Tijdens zijn eerste reis naar het emiraat kocht hij vier appartementen en richtte vervolgens Best Luxury Properties op, waarmee hij zijn internationale carrière in het makelaarschap begon.

## In de media
Penders verwierf bekendheid door zijn optredens in de Vlaamse tv-programma’s Stille Weldoeners op VTM in 2011 en The Sky is The Limit op Play4 in seizoen 5 en 6 in 2020 en 2021-2022. In deze programma's werd uitgebreid aandacht besteed aan zijn luxueuze levensstijl en zijn passie voor ondernemerschap.
Penders kwam ook aan bod in Alle Zaken Op Een Rijtje op Kanaal Z en Vlaanderen Vraagt op VTM.
In Nederland was Penders te zien in Sky High Dubai op RTL 4 en Harry Mens' Businessclass op RTL7. De Nederlandse programmamaker Ewout Genemans zocht Penders op in Dubai voor een reportage in een aflevering Ewout: Extreme Luxe In Dubai op RTL 5.

## Autobiografie
In september 2024 bracht Guy Penders zijn autobiografie Consequenties van Succes uit, waarin hij zijn persoonlijke en professionele uitdagingen bespreekt.

## Filantropie
In juni 2023 schonk Penders 5.000 euro aan BiJeVa, een organisatie die zich inzet voor kinderen uit kansarme gezinnen in Vlaanderen.
In mei 2024 reisde Guy Penders, op uitnodiging van de Nederlander Togbui Ngoryifia Kofi Arthur Paes Dunenyo, Koning van Somey en Togbe Ngoryifia Céphas Kosi Bansah Koning van Gbi Traditional Area Hohoe, naar Ghana, waar hij geridderd werd als de Grootkruis van de Koninklijke Orde van de Adelaar van Hohoe Amega, en sterke banden smeedde met de lokale gemeenschappen en traditionele leiders.
Na deze reis besloot hij de Guy Penders Foundation op te richten, een liefdadigheidsorganisatie die zich inzet voor het welzijn en de ontwikkeling van kinderen in achtergestelde gemeenschappen in Ghana.